# Пабло де Сарасате
Пабло Мартин Мелитон де Сарасате и Наваскуес (шп. Martín Melitón Pablo Sarasate y Navascués; Памплона, 10. марта 1844 — Бијариц, 20. септембра 1908), шпански виолински виртуоз и композитор.
Прославио се индивидуалним виолинистичким стилом и делима на шпанске мотиве попут „Шпанских плесова“.